# New York Military Affairs Symposium

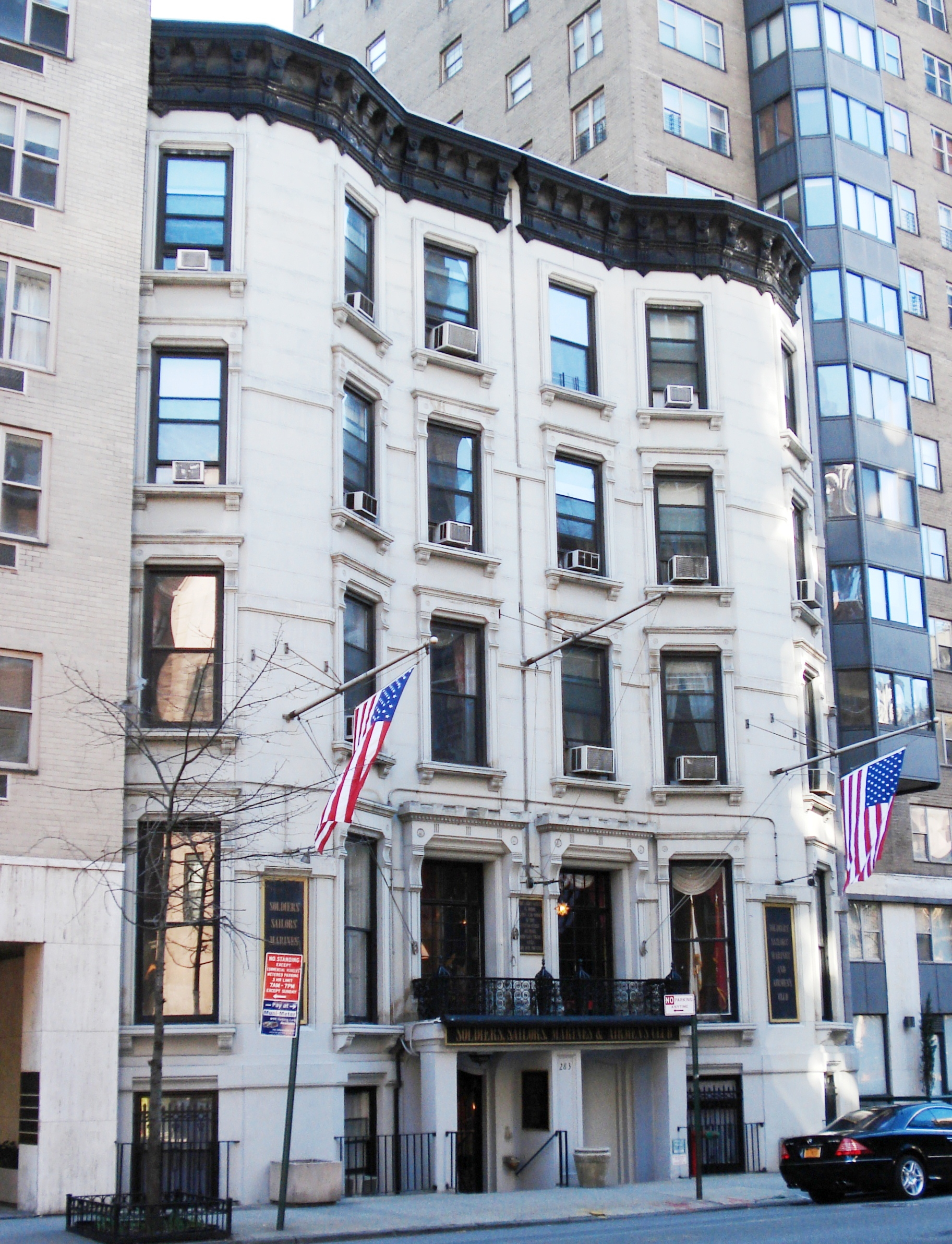
SSMAC Club in New York (2011)

Das New York Military Affairs Symposium (NYMAS) ist eine unabhängige, Non-Profit-Organisation aus New York City (34th Street, Manhattan), die sich der Bewahrung und Förderung von Militärgeschichte verschrieben hat. Derzeitiger Präsident ist David Gordon.
Zu den ca. 120 Mitgliedern gehören Wissenschaftler, Militärs und interessierte Zivilisten. NYMAS wurde in den 1970er Jahren durch verschiedene Studenten der City University of New York, der Columbia University und der New York University aus der Taufe gehoben. Der US-Bundesstaat New York erkannte sie 1982 offiziell als Non-Profit-Organisation an.
NYMAS vergibt jährlich u. a. The Arthur Goodzeit Book Award an die besten Neuerscheinungen im Bereich Militärgeschichte. Versammlungen werden regelmäßig im SSMAC Club in Manhattan abgehalten. Enge Beziehungen bestehen mit der Society for Military History (SMH). 
NYMAS bietet Audio Podcasts (C-SPAN) der Friday Evening Talks an, bei denen Militärhistoriker/-schriftsteller wie Adrian Goldsworthy, Sir Max Hastings, Sean McMeekin, Clifford J. Rogers und Steven Zaloga dozierten.

## Präsidenten
- 1982–1990: Brian R. Sullivan, Naval War College / National Defense University
- 1990–2004: David Syrett, City University of New York
- seit 2004: David Gordon, City University of New York

## The Arthur Goodzeit Book Award
Der The Arthur Goodzeit Book Award wurde 1991 ausgelobt und ist nach Arthur Goodzeit, ehemaliger Herausgeber des NYMAS Newsletter, benannt. Er wird jährlich für außerordentliche militärhistorische Arbeiten vergeben:
- 1991: Edward S. Miller: War Plan Orange: The U.S. Strategy to Defeat Japan, 1897–1945
- 1992: James S. Corum: The Roots of Blitzkrieg: Hans von Seekt and German Military Reform
- 1993: Jeffry D. Wert: General James Longstreet: The Confederacy's Most Controversial Soldier
- 1994: Michael D. Doubler: Closing with the Enemy: How GIs Fought the War in Europe, 1944–1945
- 1995: John Prados: Combined Fleet Decoded: The Secret History of American Intelligence and the Imperial Japanese Navy in World War II
- 1996: David M. Glantz, Jonathan House: When Titans Clash: How the Red Army Stopped Hitler
- 1997: H. R. McMaster: Dereliction of Duty: Lyndon Johnson, Robert McNamara, The Joint Chiefs of Staff, and the Lies that Led to Vietnam
- 1998: Paddy Griffith: The Art of War of Revolutionary France, 1789–1802
- 1999: Richard B. Frank: Downfall: The End of the Imperial Japanese Empire
- 2000: David French: Raising Churchill's Army The British Army and the War Against Germany, 1939–45
- 2001: Bernard Bachrach: Early Carolingian warfare: prelude to empire
- 2002: Donald Vandergriff: The path to victory: America's army and the revolution in human affairs
- 2003: William H. Bartsch: December 8, 1941: MacArthur's Pearl Harbor
- 2004: Jeremy Black: Rethinking military history
- 2005: Robert A. Doughty: Pyrrhic Victory: French Strategy and Operations in the Great War
- 2006: Catherine Merridale: Ivan’s war: life and death in the Red Army, 1939–1945
- 2007: Harold R. Winton: Corps commanders of the Bulge: Six American Generals and Victory in the Ardennes (mit einem Vorwort von Dennis Showalter)
- 2008: Peter Mansoor: Baghdad at Sunrise: A Brigade Commanders’ War in Iraq
- 2009: D. M. Giangreco: Hell to Pay: Operation DOWNFALL and the Invasion of Japan, 1945–1947
- 2010: Thomas Weber: Hitler’s first war: Adolf Hitler, the men of the List Regiment, and the First World War
- 2011: John Gordon: Fighting for MacArthur: the Navy and Marine Corps’ desperate defense of the Philippines
- 2012: Robert M. Citino: The Wehrmacht retreats: fighting a lost war, 1943
- 2013: Pierre Asselin: Hanoi's Road to the Vietnam War, 1954–1965
- 2014: Hans Ehlert, Michael Epkenhans, Gerhard P. Groß: The Schlieffen Plan: International Perspectives on the German Strategy for World War I (Übersetzung durch David T. Zabecki)
- 2015: Sean McMeekin: The Ottoman Endgame: War Revolution and the Making of the Modern Middle East, 1908–1923

Darüber hinaus werden seit 2002 der Eugene Feit Award in Civil War Studies und seit 2009 ein Special Award (Preisträger: David M. Glantz (2009), Rick Atkinson (2013) und Cambridge University Press (2014)) vergeben.